# Склюихинское водохранилище
Склюихинское водохранилище — водохранилище в Рубцовском районе Алтайского края. Рядом с водохранилищем расположены села Половинкино и Самарка. Начало строиться в 1971 году на протоке реки Алей — Склюихе и было заполнено к 1978 году. Водохранилище обеспечивает водоснабжение Рубцовска в меженный период. 

## Морфометрия
Склюихинское водохранилище имеет (при нормальном подпорном уровне) площадь зеркала 6,8 км²  с объемом воды 36 млн. м³, максимальная глубина 12-13 м., средняя 10 м. Мертвый объём 6 млн. м³. Длина береговой линии водохранилища 9,2 км, из них  около 6 км - высоконапорная бетонированная дамба высотой 10 метров. 
Для водоснабжения промышленности и населения города ежесуточно из водохранилища забирается около 6 тыс. м³ воды.
Водохранилище наливное, образовано путем устройства дамбы на части русла и поймы Склюихи, с примыканием восточной частью к коренному берегу. При этом русло протоки изменено: вода направлена западнее, по искусственному руслу (обводному каналу). Заполнение водохранилища производится летом и осенью путем подачи воды насосной станцией Рубцовского водозаборного гидроузла из верхнего бьефа Рубцовской подпорной плотины.

## Фауна
Аборигенная ихтиофауна водохранилища представлена рыбами реки Алей: щука, окунь, плотва, пескарь, ерш, речной гольян, а также карась серебристый и верховка. Вселены лещ и речной рак.

## Данные водного реестра
По данным государственного водного реестра России относится к Верхнеобскому бассейновому округу. Речной бассейн — (Верхняя) Обь до впадения Иртыша, речной подбассейн — бассейны притоков (Верхней) Оби до впадения Томи, водохозяйственный участок — Алей от Гилёвского гидроузла и до устья. Код водного объекта: 13010200221499000000020.